# Mytilina unguipes
Mytilina unguipes är en hjuldjursart som först beskrevs av Lucks 1912.  Mytilina unguipes ingår i släktet Mytilina och familjen Mytilinidae. Inga underarter finns listade i Catalogue of Life.